# Fréjeville
Fréjeville is een gemeente in het Franse departement Tarn (regio Occitanie) en telt 636 inwoners (2015). De plaats maakt deel uit van het arrondissement Castres.

## Geografie
De oppervlakte van Fréjeville bedraagt 9,4 km², de bevolkingsdichtheid is 50,6 inwoners per km².
De onderstaande kaart toont de ligging van Fréjeville met de belangrijkste infrastructuur en aangrenzende gemeenten.

## Demografie
Onderstaande figuur toont het verloop van het inwonertal (bron: INSEE-tellingen).